# Anne Shelton (chanteuse)
Pour les articles homonymes, voir Anne Shelton et Shelton.
Anne Shelton, nom de scène de Patricia Jacqueline Sibley (née le 10 novembre 1923 à Dulwich, morte le 31 juillet 1994 à Herstmonceux) est une chanteuse anglaise.

## Biographie
Elle commence à chanter à 12 ans dans l'émission de radio Monday Night at Eight. À 15 ans, elle a un contrat d'enregistrement.
Elle se fait connaître pendant la Seconde Guerre mondiale grâce à ses chansons de soutien aux soldats (en) qu'elle rencontre dans les bases et en étant la première interprète britannique de Lili Marleen. Son émission de radio, Calling Malta, est diffusé de 1942 à 1947. En 1944, elle est invitée par Glenn Miller à chanter en France avec lui et son orchestre, mais refuse en raison d'engagements antérieurs ; Miller meurt au cours de cette tournée dans un accident d'avion. Shelton apparaît avec Bing Crosby dans l'émission de radio Variety Bandbox. En 1948, elle enregistre If You Ever Fall in Love Again, écrit par l'auteur-compositeur irlandais Dick Farrelly, dont on se souvient surtout pour sa chanson Isle of Innisfree, que Shelton a également enregistrée. Ses chansons Galway Bay et Be Mine sont populaires aux États-Unis en 1949, et elle y fait une tournée en 1951.
Elle est numéro 1 des ventes en 1956 au Royaume-Uni avec Lay Down Your Arms. Elle a également un succès dans le Top 10 en 1961 avec sa reprise de Sailor. Elle participe à l'émission de sélection du Royaume-Uni au Concours Eurovision de la chanson 1961 avec I Will Light A Candle où elle est sixième. Elle se présente de nouveau en 1963 avec My Continental Love où elle est quatrième. En 1967, elle interprète It Won't Be Long 'Til Christmas, la chanson du générique de fin du film musical produit par Walt Disney, Le Plus Heureux des milliardaires, mais elle n'est pas retenue au montage.
En plus de sa carrière de chanteuse, elle tient quelques rôles au cinéma pendant la guerre, comme dans King Arthur Was a Gentleman (en), Miss London Ltd. (en) et Bees in Paradise (en).
Shelton est présente plusieurs fois dans l'émission Royal Variety Performance. À l'occasion, elle est accompagnée de sa sœur, Jo Shelton, également chanteuse. En 1973, elle apparaît dans un épisode de The Benny Hill Show où elle fait une reprise de Put Your Hand in the Hand (en). Shelton change les mots d'un verset pour décrire brièvement l'influence positive de son père sur sa famille pendant son enfance.
Elle a continué à se produire à des concerts de charité et d'anniversaire presque jusqu'à sa mort le 31 juillet 1994 d'une attaque cardiaque.
En 1990, elle reçoit l'ordre de l'Empire britannique pour son travail avec la Not Forgotten Association, une organisation caritative pour les anciens militaires handicapés de toutes les guerres.
Shelton épouse David Reid, lieutenant-commandant de la Royal Navy en 1958 ; il meurt en 1990.